# Apex (Frequenzband)
Apex war ein Frequenzband, das von Radiostationen in den Vereinigten Staaten in den 1930er- und 1940er-Jahren genutzt wurde. Das Band lag über den Frequenzen des regulären Mittel- und Kurzwellenbandes. Mit der Möglichkeit frequenzmodulierter Ausstrahlungen im UKW-Band verstummten schnell auch die Apex-Stationen.

## Entwicklung
Als erste Apex-Station mit regulärem Programm gilt W8HX, die dem Sender WBEN in Buffalo gehörte. Ab 1934 übertrug der Sender das Programm der Mutterstation auf Frequenzen über 30 MHz. Am 14. Januar 1936 erhielten in den USA die ersten zwölf Stationen die Genehmigung, auf Frequenzen über 25 MHz Programme in AM auszustrahlen. Der Betrieb sollte auf experimenteller Basis passieren. In diesem Zuge erhielt W8HX die Lizenz für Ausstrahlung auf 31,6, 35,6 und 38,6 MHz. 
Die Idee war, Übertragungsmöglichkeiten für Lokalstationen in einem Frequenzband zu schaffen, das weniger störanfällig als das Mittelwellenband ist. Der Großteil der Sender war im Kurzwellenbereich um 26 MHz sowie in einem Bereich um 43 MHz aktiv. Einige Stationen strahlten erste Sendungen auch auf wesentlich höheren Frequenzen aus. Die Inhalte waren meist die Programme regulärer Mittelwellenstationen. W9XAZ aus Milwaukee, Wisconsin sendete jedoch ab 1. Januar 1937 auf 26,4 MHz ein eigenes Programm. Im Januar 1940 gab es etwa 50 Stationen auf dem Apex-Frequenzband. 1941 wurden alle Apex-Stationen in den USA geschlossen oder wechselten auf FM.
Die Apex-Stationen verwendeten fast ausschließlich Amplitudenmodulation mit einer größeren Bandbreite, um eine bessere Klangübertragung zu erreichen.

## Name
Der Name Apex (lat. „Spitze“) leitet sich von der Notwendigkeit ab, in diesem Frequenzbereich von einem hohen Punkt aus zu senden, da das HF-Signal sich quasi optisch ausbreitet. Der FCC-Ingenieur Andrew D. Ring brachte die Bezeichnung auf.